# Port de Vénasque
Le port de Vénasque, en espagnol puerto de Benasque ou portillón de Benasque, est un col des Pyrénées, sur la frontière franco-espagnole, entre la vallée de la Pique au nord, et la vallée de l'Esera, au sud. Son altitude est de 2 444 m, entre le pic de la Mine (2 707 m) à l'est, et le pic de Sauvegarde (2 738 m) à l'ouest.

## Toponymie
Le nom de « port » (latin portus) désigne dans les Pyrénées un col (souvent dépourvu de route carrossable). Son nom vient de la ville espagnole voisine de Benasque, qui a été francisé en Vénasque (certains pensent qu'il serait souhaitable de revenir à l'appellation de port de Benasque, mais la forme actuelle reste prépondérante dans l'usage).

## Géographie
Le port de Vénasque est un col frontalier entre la France et l'Espagne. Il est placé sur la crête frontière, entre le pic de Sauvegarde (2 738 m) et le pic de la Mine (2 708 m).
Depuis la France, il relie la vallée de la Pique, au terme de nombreux lacets, par les lacs de Vénasque jusqu'au refuge de Vénasque. Depuis l'Espagne, il relie la vallée de l'Ésera face au massif de la Maladeta et ses pics de la Maladeta, Maudit et Aneto ; il surplombe l'hospice de Vénasque plus à l'ouest.

## Histoire

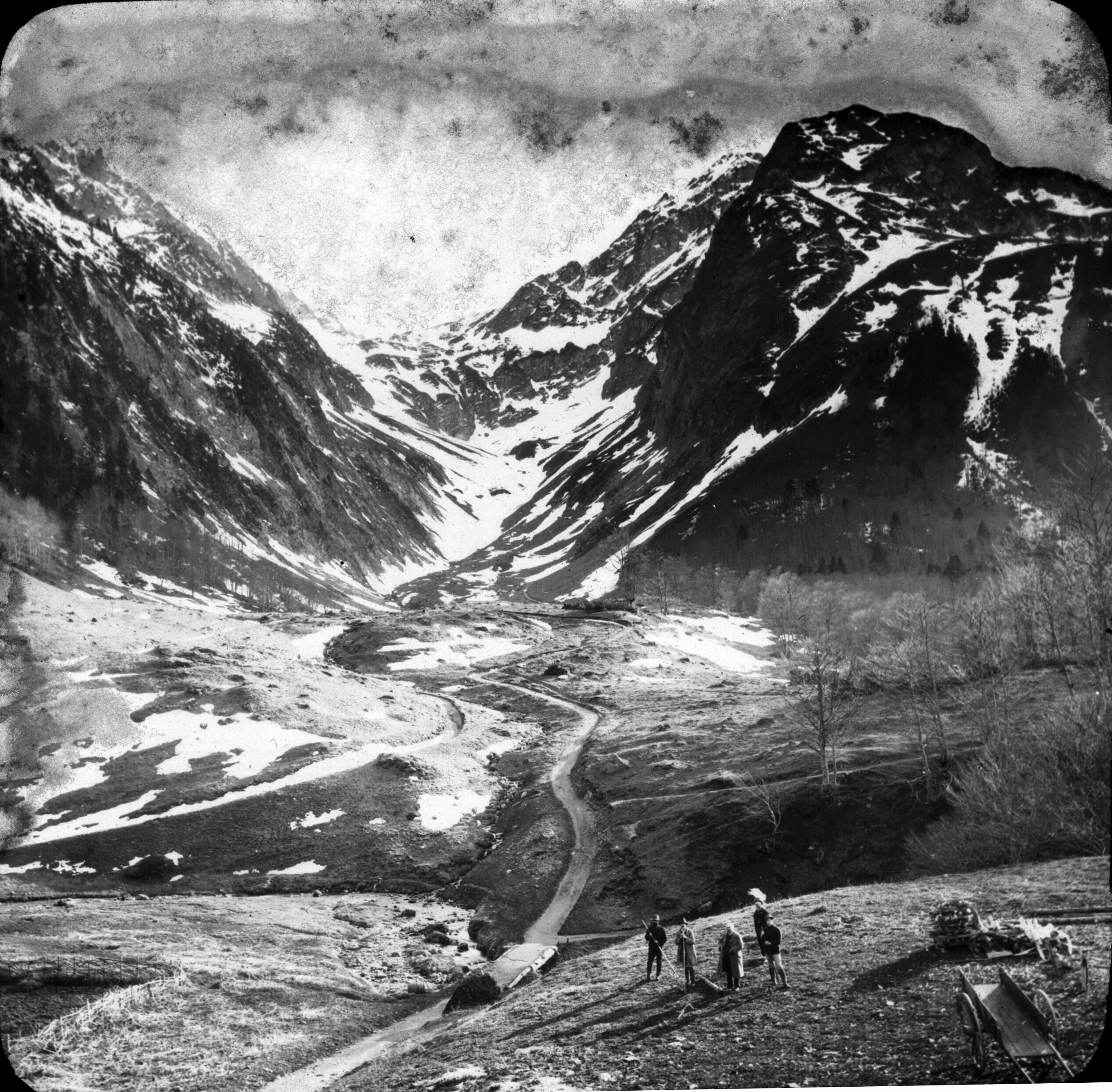
Route vers le port de Vénasque, depuis l'Hospice de France, en 1875, photographie d'Eugène Trutat

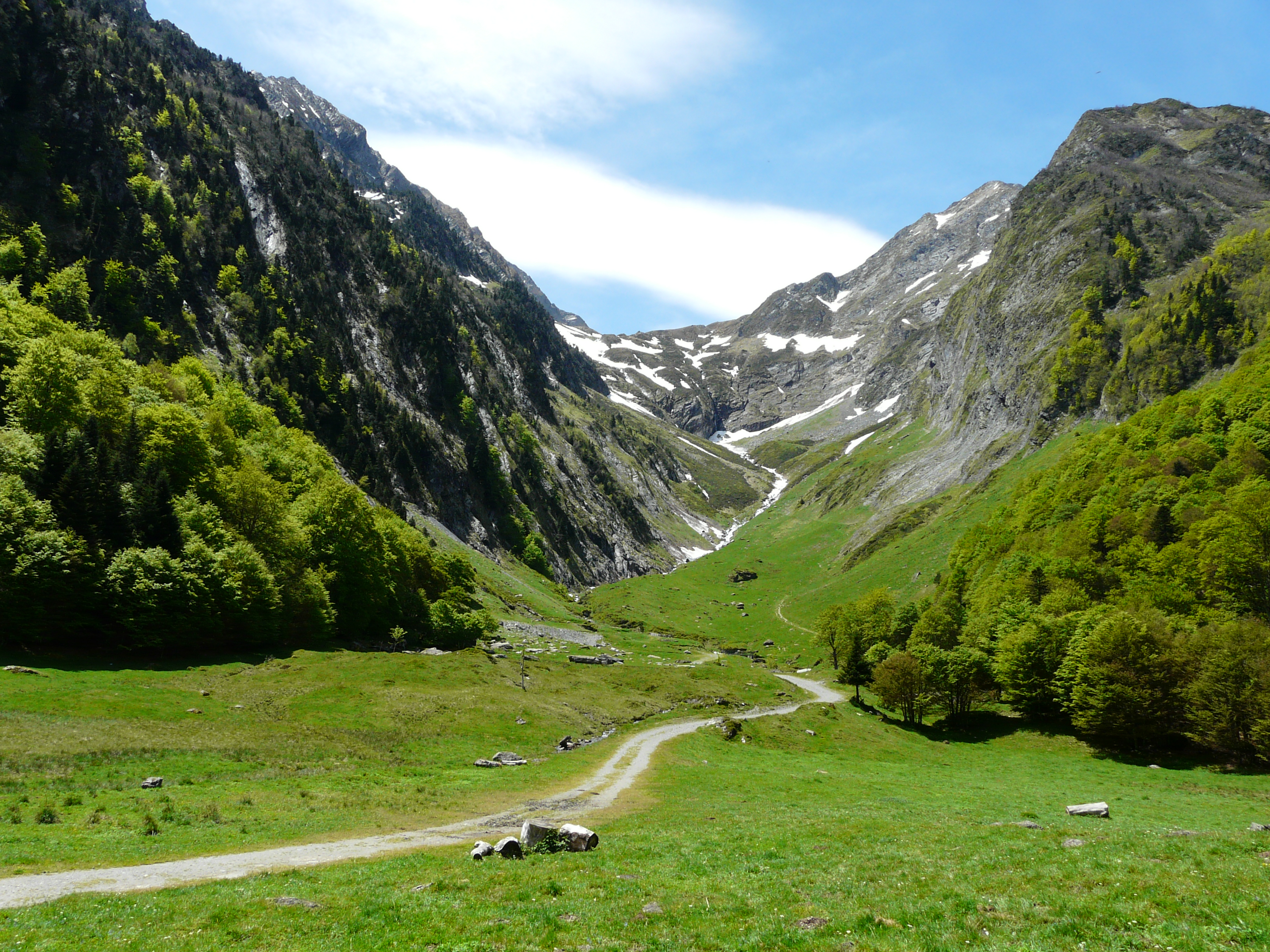
Le même chemin en 2010

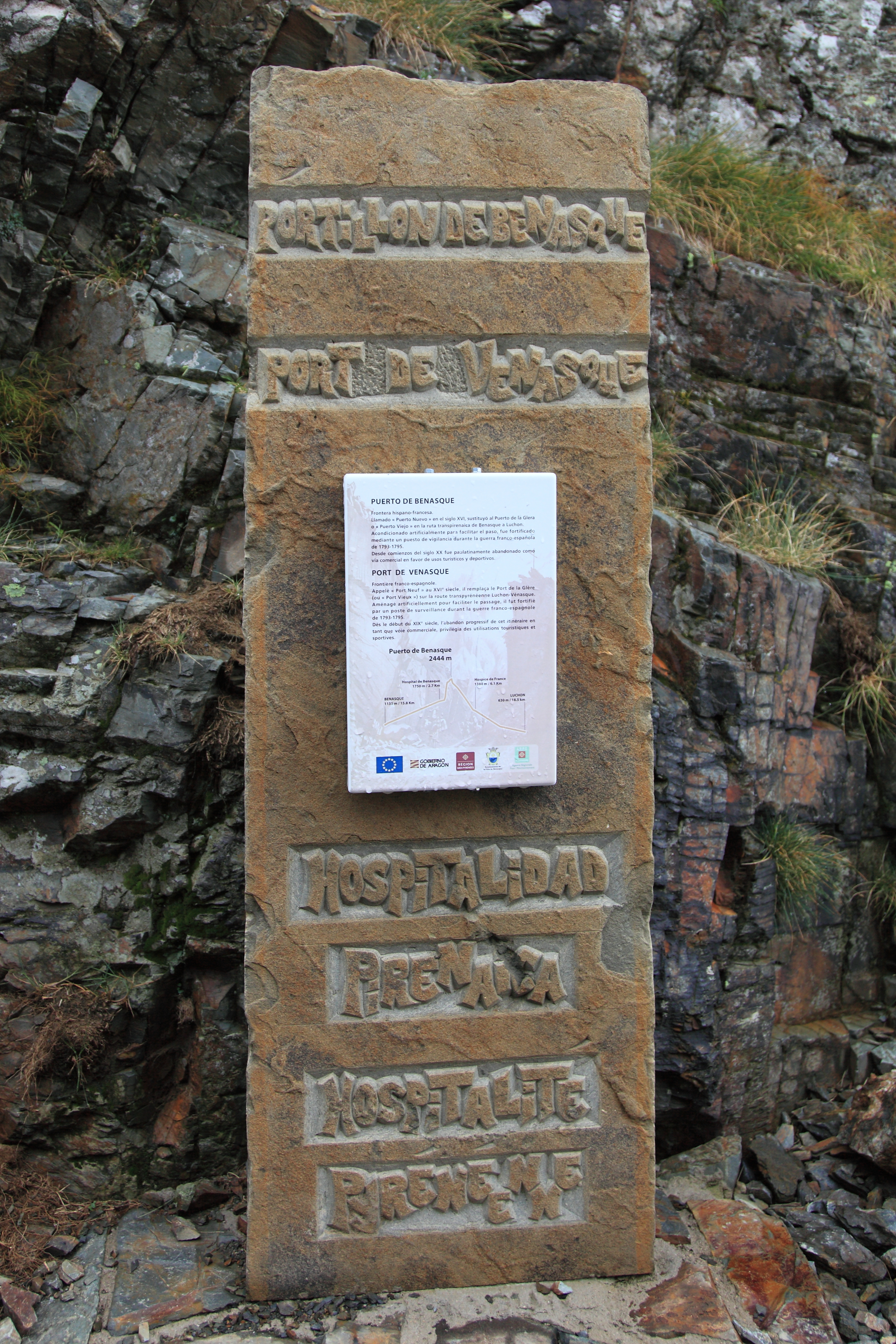
Borne d’information placée au port.

Le port de Vénasque a été utilisé de tout temps pour les communications entre l'Aragon et la vallée de Luchon. Cependant, on lui a longtemps préféré le port de la Glère, appelé le Port vieux, situé plus à l'ouest, qui était plus facile d'accès jusqu'à ce que le port de Vénasque soit aménagé, dit-on, par les ordres d'un comte de Comminges, à partir de 1325, pour pouvoir être emprunté par un cheval monté par son cavalier, et appelé depuis le Port neuf. Il a été utilisé par de nombreuses armées, depuis les Romains, jusqu'aux armées des guerres napoléoniennes et les guérilleros antifranquistes lors de la tentative d'invasion du Val d'Aran en 1944, ainsi que par les commerçants et les contrebandiers, s'il faut en croire de nombreuses légendes.
Le port de Vénasque a été un but de promenade très fréquenté par la société luchonnaise du XIXe siècle, et reste encore un lieu de passage obligé pour les randonneurs et les grimpeurs en direction du massif de la Maladeta, des Posets et des montagnes du Luchonnais. Le bibliophile et « inventeur du pyrénéisme » Henri Beraldi (Cent ans aux Pyrénées) se vantait d'y être monté cent fois, ce qui ne constitue probablement pas un record. Un sentier mène rapidement au sommet du pic de Sauvegarde.
Francisco Cabellud a été, dans la deuxième moitié du XIXe siècle, la figure incontournable du port de Vénasque. À l'origine teinturier à Bénasque, il avait obtenu en 1865 la concession d'une auberge, légèrement en contrebas du col, du côté espagnol. Les touristes en promenade ne se faisaient pas faute d'aller se rafraîchir, après l'effort, chez Cabellud. La plupart se plaignaient d'avoir à payer très cher du mauvais vin, tandis que les amis de l'aubergiste, en général les grandes figures du pyrénéisme, avaient droit aux bonnes bouteilles. C'est lui qui fit aménager le sentier qui mène au Sauvegarde, prélevant par la même occasion un péage d'une peseta par personne qui désirait accéder au sommet. Les Bénasquais appelèrent même le Sauvegarde pico Cabellud. Pendant l'hiver, où la neige rendait la fréquentation impossible, l'auberge servit parfois de refuge : en 1904, pour la première ascension à skis de l’Aneto, l’équipe composée de Louis Robach, Falisse, Aubry, Heïd, Basset pénètre dans l’auberge ensevelie sous la neige en cassant une fenêtre. Puis elle est définitivement abandonnée vers 1930, après l'ouverture du refuge de la Rencluse au pied de la Maladeta ; elle tombe en ruine. Ses vestiges sont encore visibles.
Poursuivant sa tradition de lieu de passage entre la France et l'Espagne, le port de la Vénasque a été l'objet d'études de plusieurs projets de tunnels transfrontaliers, d'abord ferroviaire au XIXe siècle puis routiers à partir de la deuxième moitié du XXe siècle,.

## Ascension

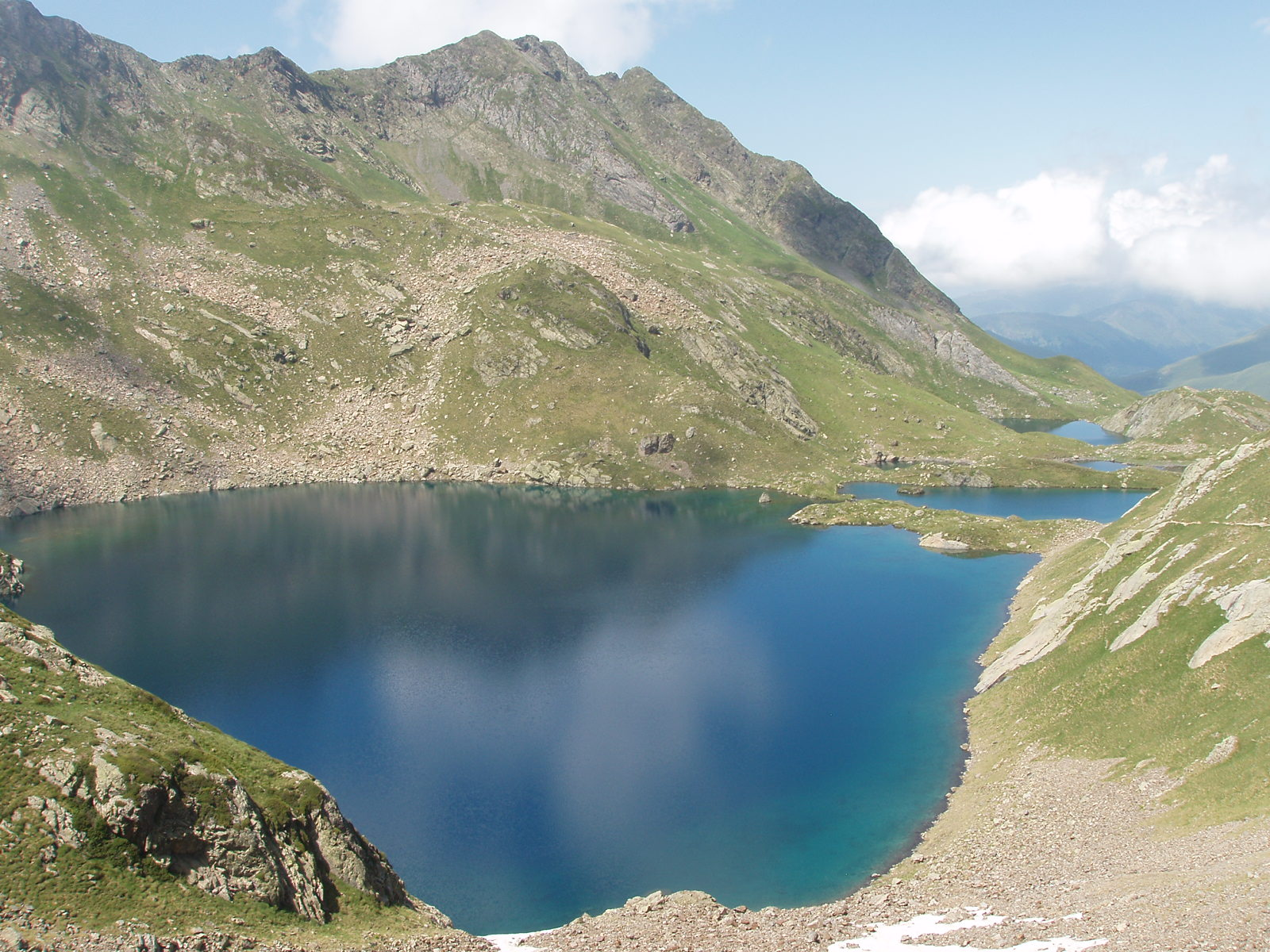
Les Boums de Vénasque

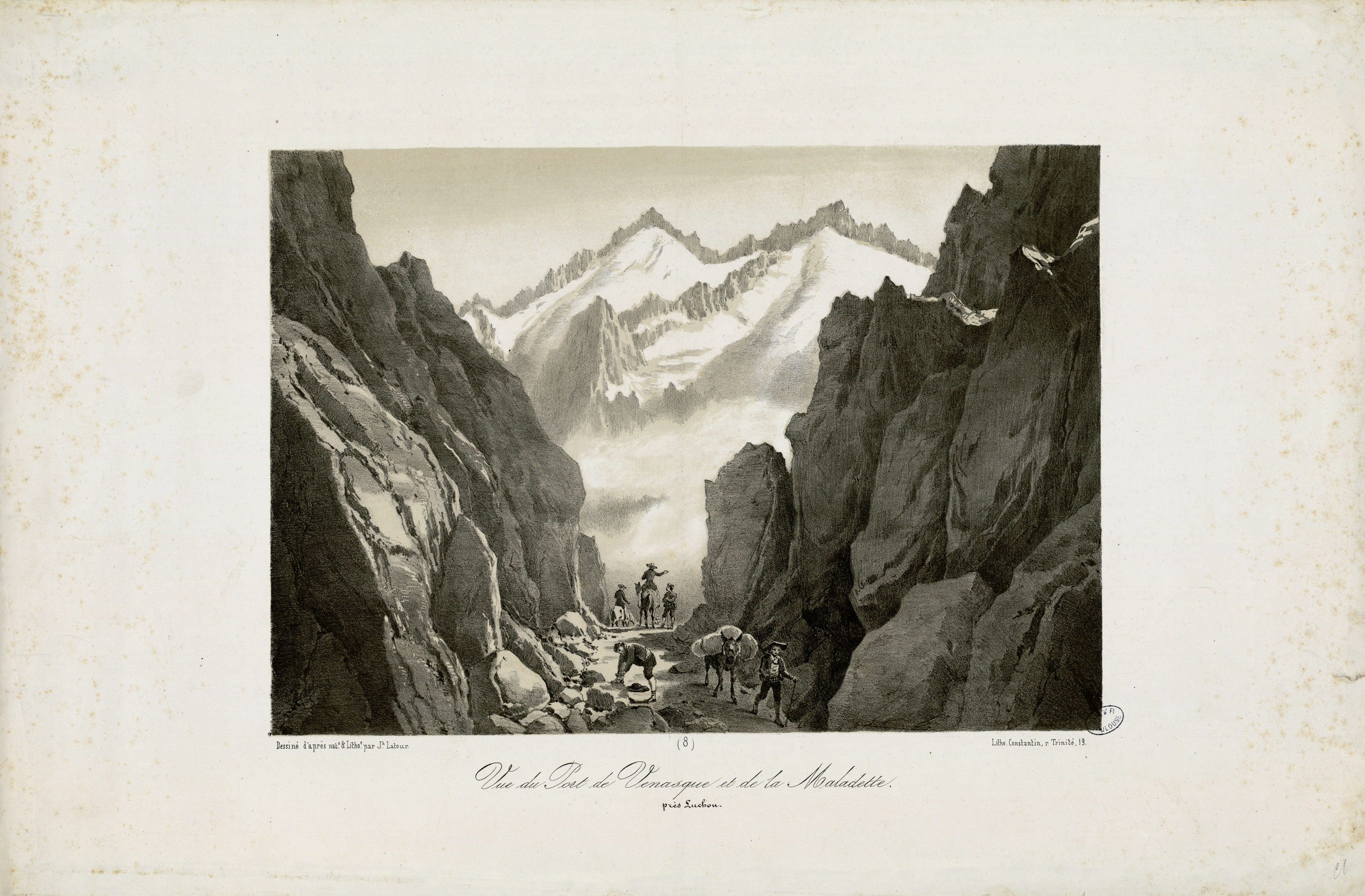
Le port de Vénasque au milieu du XIXe siècle par Joseph Latour.

C'est une entaille très étroite dans la paroi rocheuse, à laquelle on accède par le nord, depuis l'Hospice de France, par une montée dans l'étroite vallée de la Pique, par un sentier en lacets jalonné par des souvenirs d'autres temps : le Trou des Chaudronniers marquerait l'endroit où des chaudronniers auvergnats qui se rendaient en Espagne auraient péri. La cabane de l’Homme devait son nom à un rocher dressé, peut-être en souvenir plus ou moins légendaire d'un homicide (les récits de combats entre douaniers et contrebandiers abondent). On atteint ainsi les lacs Boums de Vénasque (Boum dans le dialecte luchonnais signifie « lac ». L'expression lacs des Boums est donc incorrecte), au nombre de trois, au pied du pic de Sauvegarde, qui se déversent successivement l'un dans l'autre. Le refuge de Vénasque est installé au bord du Boum médian. Puis une dernière montée mène au port. Le sentier aux multiples lacets a été aménagé avec un soin particulier, sur les deux versants, par les troupes du Génie des armées napoléoniennes pendant qu'elles occupaient l'Espagne, pour permettre le passage des mulets et de leur chargement. Il constituait alors la dernière partie de la route nationale 125, venant de Toulouse. De la brèche se révèle alors une vue sur le massif de la Maladeta et l'Aneto.
En poursuivant à flanc vers l'est, on gagne le port de la Picade, puis on franchit de nouveau la crête-frontière au pas de l'Escalette, et on rejoint le pas de la Montjoye, qui descend au sud vers le val d'Aran, et au nord, par le plateau du Campsaure et ses pâturages, on rejoint l'Hospice de France.
En descendant du port vers le sud, on gagne la vallée de l'Esera puis, en remontant, on atteint le refuge de la Rencluse, point de départ des ascensions de la Maladeta, des Monts Maudits et de l'Aneto. En suivant la vallée de l'Esera vers l'ouest, on atteint l'ancien Hospice de Benasque (Hospital de Benasque, pendant espagnol de l'Hospice de France), aujourd'hui hôtel, puis la ville de Benasque.